# Keith Gabel
Keith Gabel  es un snowboarder paralímpico estadounidense.

## Biografía
Gabel nació el  20 de julio de 1984 y es originario de Ogden, Utah. Se involucró en deportes adaptativos después de perder el pie en 2000.

## Carrera
Gabel compitió por los Estados Unidos en los Juegos Paralímpicos de Invierno de 2014 y nuevamente en 2018. Ganó la medalla deplata en la división cruzada de snowboard 2018 SB-LL2 y una de bronce en 2014. También ganó una medalla de plata en snowboard cross en la Copa Mundial de Snowboard IPC 2016–17. Ganó la medalla de plata en los Juegos Paralímpicos de Invierno de Corea del Sur en 2018.